# General Scărișoreanu, Constanța
General Scărișoreanu este un sat în comuna Amzacea din județul Constanța, Dobrogea, România. Se află în partea de sud a județului,  în Podișul Negru Vodă. La recensământul din 2002 avea o populație de 967 locuitori. În trecut s-a numit Enghez (în turcă Engez).